# گولر اوکتن
گولر اوکتن (انگلیسی: Güler Ökten؛ زادهٔ ۱۴ نوامبر ۱۹۴۱) بازیگر اهل ترکیه است. وی از سال ۱۹۴۷ میلادی تاکنون مشغول فعالیت بوده‌است.
از فیلم‌ها یا برنامه‌های تلویزیونی که وی در آن نقش داشته‌است می‌توان به گله اشاره کرد.